# Салчак, Иван Чамзоевич
Иван Чамзоевич Салчак (10 октября 1930—1994) — художник, график, член Союза художников СССР, Заслуженный художник Тувинской АССР (1980).

## Биография
Родился 10 октября 1930 года в селе Баян-Кол Пий-Хемского района Тувинской Народной Республики.
Начал учиться в Сесерлигской начальной школе, а потом перевелся в среднюю школу № 2 г. Кызыла. Был редактором школьной стенгазеты. А после школы трудовую деятельность начал в редакции газеты «Молодежь Тувы» художником, затем служил в рядах Советской Армии.
С 1955 по 1960 годы учился в Свердловском художественном училище. В 1961 г. поступил в Московский государственный художественный институт им. В. И. Сурикова, где учился в мастерской графики у знаменитого академика Е. Кибрика.

## Деятельность
Тяга к рисованию у Ивана Чамзоевича проявились ещё в детстве. Ещё будучи студентом он участвовал на Всероссийской выставке детской книги и книжной графики иллюстрациями к «Золотой птице» по мотивам тувинского фольклора и «Сказке о рыбаке и рыбке» А. С. Пушкина. Его дипломная работа — серия цветных линогравюр «Тува родная» в 1967 году была рекомендована и экспонирована на Всесоюзной художественной выставке, посвященной 50-летию Великого Октября в г. Москве.
Вернувшись в Туву, И. Ч. Салчак начал преподавать на художественном отделении Кызылского училища искусств, совмещая с работой в Тувинских художественно-производственных мастерских Художественного фонда РСФСР. В эти годы он много творчески работает, активно пропагандирует изобразительное искусство, наставничает с творческой молодежью. Принимал активное участие в работах Союза художников Тувинской АССР, в культурных мероприятиях республиканского и международного масштаба, создавал значительные произведения живописи, графики, книжной иллюстрации, портреты знатных людей республики — чабана Сат Сержинмаа, камнереза Р. Аракчаа, С. Вайштейна, артиста М. Мунзука и др. В то же время он с большим увлечением трудился и над книжной графикой.
Созданы композиции «Дочь чабана», «Тувинский натюрморт», книжные иллюстрации к тувинским народным сказкам, иллюстрировал книги тувинских писателей — С.Тока, С. Сарыг-оола, Ю.Кюнзегеша, С.Пюрбю, М. Кенин-Лопсана, К.Кудажи. Оформил более десяти учебников для тувинских школ.
Его работы отмечались дипломами и призами на зональных выставках «Сибирь социалистическая» и «Советская Россия». Он был постоянным участником художественных выставок зоны Сибири, СССР, РСФСР и МНР.
Автор изображения Государственного герба Республики Тува (1992).

## Основные выставки
- 1. Всероссийская выставка детской книги и книжной графики 1955 г.
- 2. Выставка тувинской книжной графики 1961 г., г. Кызыл.
- 3. Всероссийская художественная выставка, посвященная 50-летию Великого Октября 1967 г., г. Москва.
- 4. Тувинская республиканская выставка работ художников и мастеров прикладного искусства, посвященная 50-летию Великого Октября 1967 г., г. Кызыл.
- 5. Тувинская республиканская выставка работ художников и мастеров прикладного искусства, посвященная 50-летию Ленинского комсомола 1968 г., г. Кызыл.
- 6. Выставка произведений художников Тувинской АССР 1969 г., г. Кызыл.
- 7. Зональная выставка «Социалистическая Сибирь» 1970 г.
- 8. Выставка произведений художников автономных республик РСФСР 1971 г., г. Москва.
- 9. Художники Урала, Сибири, Дальнего Востока 1971 г., г. Москва.
- 10. Пятая республиканская выставка «Советская Россия» 1974 г.
- 11. Всесоюзная выставка «Всегда на чеку» 1974 г.
- 12. Всесоюзная выставка «Земля и люди» 1982 г., г. Кызыл.
- 13. Советско-монгольская выставка «Дорогами дружбы» в г. Улан-Баторе, Улангоме, Москве, Кызыле 1986 г.
- 14. VIII-я Зональная выставка «Сибирь социалистическая» в г. Иркутске 1990 г.

## Основные произведения
Живопись:
1. Портрет Сат Сержинмаа 1959 г.-1961 г. К. м. 40х60.
Графика:
1. Звенящая нежность. 1967 г. Цв. линограв. 44х82.
2. Материнство. Линограв. 50х40.
3. Обложка к альманаху «Улуг-Хем». Уголь, б. 22х280.
4. Охотница. Б., цв. линограв. 62х79.
5. Песня. Б., цв. линограв. 59х91.
6. Сказка «Золотая осень» (иллюстр.). Гуашь. 100х50.
7. Танец орла. Б., цв. линограв. 60х83.
8. Танщовщицы. Б., цв. линограв. 55х91.
9. Тувинский натюрморт. Линограв. 35х35.
10. Чабаны. Б., цв.линограв. 59х72.

## Награды и звания
- Почетная грамота Союза художников СССР
- Почетная грамота Союза художников РСФСР
- Почетная грамота МВД СССР (1977)
- Заслуженный художник Тувинской АССР (1980)
- Председатель правления Союза художников Тувы (1977—1983)
- член ревизионной комиссии Союза художников СССР
- Член КПСС (1979)

## Семья
Жена — Анчымаа Калга-оол, ветеран библиотечного дела. Сын Эрес — учитель английского языка, увлекается фотографией. Дочь Эриана окончила Ленинградский государственный технический университет, сейчас работает в УФ ПС (Управление федеральной почтовой связи).